# Xà lách Daily Star

Tờ Daily Star phát trực tiếp vào ngày 20 tháng 10 năm 2022, có hình ảnh cây xà lách chiến thắng (bên phải, trong bộ tóc giả) vài tiếng sau khi Truss tuyên bố từ chức.

Vào ngày 14 tháng 10 năm 2022, tờ báo lá cải Daily Star của Anh đã bắt đầu một luồng phát trực tiếp quay một cây rau xà lách Mỹ, so sánh thời hạn sử dụng của cây rau này với nhiệm kỳ còn lại của Thủ tướng Anh Liz Truss. Tờ báo này đã làm vậy sau khi cuộc khủng hoảng chính trị đang tiếp diễn xảy ra chỉ vài tuần sau khi nhiệm kỳ của bà bắt đầu, khiến cho nhiều nhà bình luận tin rằng bà sắp sửa từ chức. Truss sau đó đã từ chức vào ngày 20 tháng 10 năm 2022, trước khi cây xà lách héo, khiến cho tờ Daily Star tuyên bố rằng xà lách đã "chiến thắng" Truss.

## Bối cảnh
Liz Truss trở thành Thủ tướng Vương quốc Anh vào ngày 6 tháng 9 năm 2022, sau cuộc bầu cử lãnh đạo Đảng Bảo thủ vào tháng 7 năm 2022, trở thành người thay thế cho Boris Johnson. Sau cái chết của Nữ vương Elizabeth II hai ngày sau khi Truss nhậm chức và khoảng thời gian tang lễ sau đó, vào ngày 23 tháng 9, một ngân sách ngắn hạn đã được Bộ trưởng Bộ Tài chính Anh Kwasi Kwarteng công bố, trong đó bao gồm cắt giảm thuế mà không có cắt giảm chi tiêu tương ứng bù lại. Ngân sách ngắn hạn này đã gây ra một phản ứng tiêu cực trên thị trường, với tỷ giá hối đoái của đồng bảng Anh sụp đổ và các quỹ hưu trí gần như phá sản.
Chỉ sau hơn một tháng nhậm chức, Kwarteng đã bị cách chức Bộ trưởng vào ngày 14 tháng 10, và Truss đã phải huỷ bỏ phần lớn các chính sách kinh tế trong ngân sách ngắn hạn này. Truyền thông của Anh, từ tờ Daily Mail đến The Guardian, đều phê phán hành động của Truss và sự hỗn loạn chính trị kéo theo sau đó, với nhiều nhà quan sát tin rằng bà sắp sửa từ chức. Trong một bài báo ngày 11 tháng 10, tạp chí The Economist đã viết rằng sau khi trừ đi thời gian mười ngày để tang lễ sau cái chết của Nữ vương, thì Truss đã gây ra tình trạng hỗn độn về mặt kinh tế và chính trị chỉ sau bảy ngày nắm quyền, so sánh khoảng thời gian đó với "thời hạn sử dụng của một cây xà lách" và mệnh danh cho bà là "Quý Bà Băng Sơn".

## Xà lách
Denis Mann, phó tổng biên tập tờ báo lá cải chuyên về giải trí của Anh, Daily Star, đã đọc bài báo nói trên trên tờ The Economist, và vào ngày 14 tháng 10 đã nói chuyện này cho tổng biên tập Jon Clark. Clark thấy ý tưởng này có nhiều khả năng trở nên nổi tiếng và nhóm quay video của tờ báo này đã thiết lập một luồng phát trực tiếp. Kể từ ngày hôm đó, một buổi phát trực tiếp quay một cây xà lách bên cạnh bức chân dung của Truss đã lên sóng, cùng với một câu hỏi hỏi khán giả rằng liệu Truss có giữ được chức Thủ tướng trước khi cây xà lách này héo không. Daily Star đã phát trực tiếp trên YouTube với tiêu đề "LIVE: Can Liz Truss outlast a lettuce?". Tờ báo này có danh tiếng là bình luận về các sự kiện chính trị đương đại như Brexit nhưng nói chung không theo một lập trường chính trị cụ thể nào. Cây xà lách đã được mua từ một cửa hàng Tesco với giá 0,60 bảng Anh với thời hạn sử dụng dự kiến khoảng mười ngày, và được đặt tại nhà của một trong những biên tập viên thuộc nhóm quay video của tờ báo. Trong vòng năm tiếng đầu tiên lên sóng, nó đã nhận được hơn 50.000 lượt thích, và hơn 350.000 người xem vào ngày hôm sau. Vào ngày 18 tháng 10 năm 2022, tờ báo này tiếp tục đăng một dòng tít có tiêu đề "Lettuce Liz on Leaf Support". Một khoảng thời gian sau đó, một đôi mắt giả và một bộ tóc giả màu vàng được đội lên trên cây rau, tiếp theo là chân tay giả và kính mắt. Ngoài ra, một vài chiếc bánh quy và một cái cốc (có ghi "Keep Calm and Carry On") cũng được đặt xung quanh cây xà lách.
Trước khi xà lách héo úa, vào ngày 20 tháng 10, Truss tuyên bố từ chức thủ tướng, trở thành vị thủ tướng có nhiệm kỳ ngắn nhất trong lịch sử nước Anh. Vào thời điểm đó, có 12.000 người xem buổi phát trực tiếp, con số này sau đó nhanh chóng tăng vọt lên 21.000. Quốc ca nước Anh "God Save the King" bắt đầu vang lên, bức chân dung của Truss trên bàn được lật úp xuống và một chiếc vương miện nhựa bằng vàng được đặt lên trên cây xà lách, với tờ Daily Star tuyên bố cây xà lách "chiến thắng" Truss. Nhạc sau đó được chuyển thành bài "Celebration" do ban nhạc Mỹ Kool & the Gang sáng tác, ngoài ra xúc xích Greggs và một ly rượu prosecco cũng được đặt trên bàn. Mặc dù cây xà lách không bị héo úa hoàn toàn, nhưng nó đã có dấu hiệu đổi màu; một bài báo trên tờ The Atlantic bình luận rằng nó vẫn có thể được sử dụng để làm xa lát. Đến tối hôm Truss từ chức, buổi phát trực tiếp đã có hơn 1,7 triệu người xem. Tối hôm đó, một hình ảnh của cây xà lách được chiếu lên Cung điện Westminster, sau đó là một dòng tweet của tờ Daily Star nói rằng xà lách "đã đến tận nghị viện".

## Phản ứng
– Mothership.SG

### Trước khi Truss từ chức
Việc so sánh Truss với cây xà lách đã được truyền thông toàn cầu đón nhận một cách hài hước, với tờ The Washington Post viết rằng Truss đã trở thành "mục tiêu của những trò đùa mang đậm dấu ấn người Anh". Cây xà lách cũng trở thành đối tượng cá cược, sau khi các nhà cái cược cơ hội Truss giữ chức lâu hơn thời gian sử dụng của xà lách là thấp—tính đến ngày 17 tháng 10, một ván cược cho rằng cây xà lách sẽ tồn tại lâu hơn trị giá chín đồng bảng Anh tại Ladbrokes sẽ thu về £13.

### Sau khi từ chức
Sau khi Truss từ chức, tờ Daily Star đã xuất bản một dòng tít có tiêu đề "Lettuce wins as Liz Leafs". Nhà cái Paddy Power đưa ra tỷ lệ cược 500/1 trong trường hợp cây xà lách trở thành thủ tướng tiếp theo. Tờ Daily Star quay phim cây xà lách trên Cameo, cho phép người dùng nhận được một tin nhắn được cá nhân hóa "bởi xà lách" với giá £13, với một phần trong số tiền thu về sẽ được dùng làm từ thiện. Nghị sĩ Công Đảng Chris Bryant đã nhận xét trong một lần lên sóng tại Sky News rằng "thà xà lách lên điều hành đất nước còn hơn", một nhận định được nhà báo Helen Lewis của tờ The Atlantic ủng hộ. Cựu Tổng thống Nga Dmitry Anatolyevich Medvedev đã đăng một dòng tweet chúc mừng cây xà lách sau khi Truss từ chức.
Clark nhận xét trong một cuộc phỏng vấn rằng các nhân viên làm việc tại Daily Star "không định ăn Xà lách Lizzy".